# Rowettia goughensis
El yal de Gough o semillero de Gough (Rowettia goughensis) es una especie de ave paseriforme de la familia Thraupidae, la única perteneciente al género Rowettia. Es endémico de la isla de Gough (o isla de Diego Álvarez) en el Atlántico Sur, que pertenece políticamente al territorio británico de ultramar de Santa Elena, Ascensión y Tristán de Acuña. Se encuentra críticamente amenazada de extinción.

## Hábitat

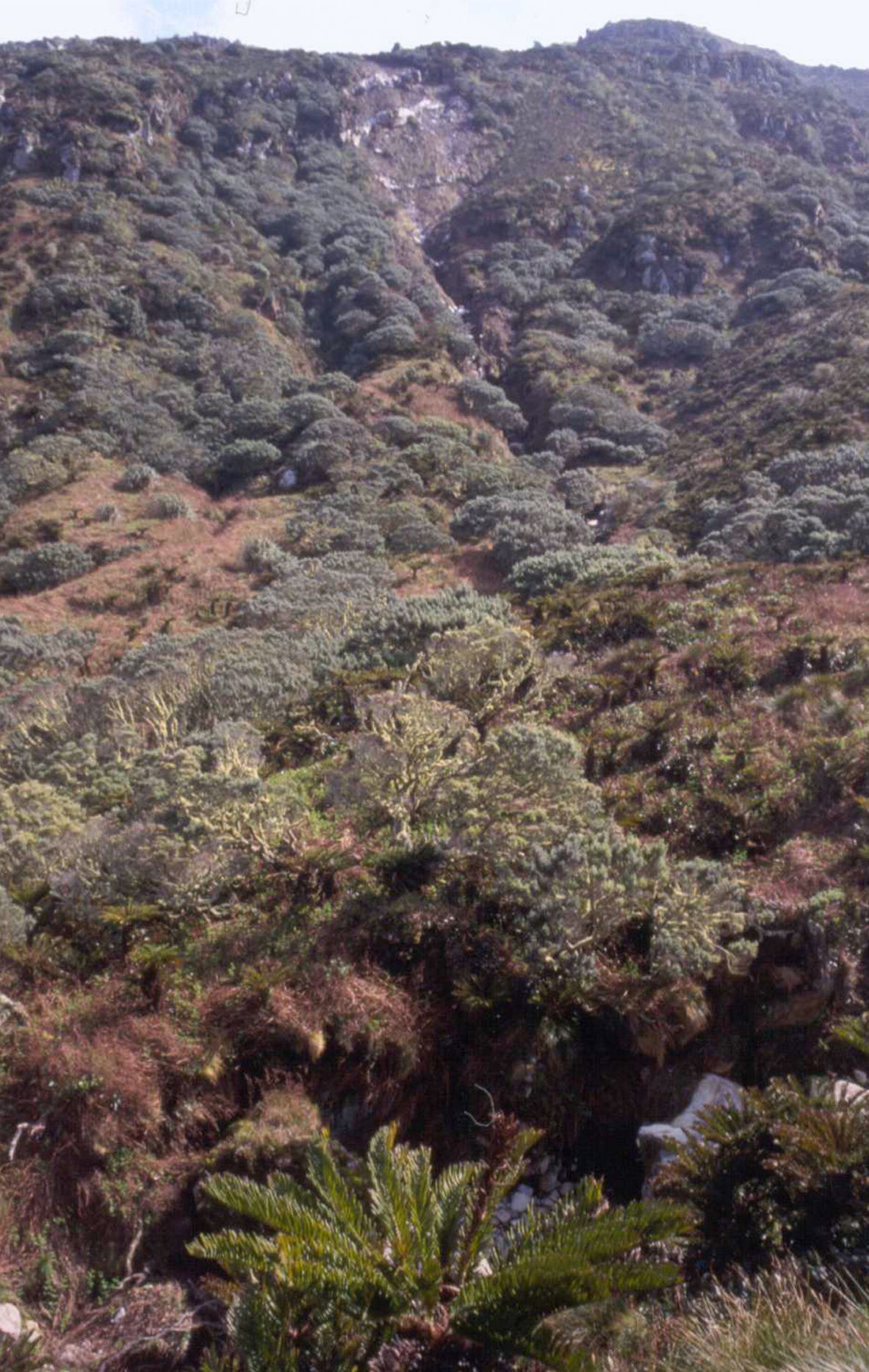
Matorrales en la isla de Gough, hábitat de la especie.

Su hábitat natural son las zonas de arbustos y pastizales templados subantárticos.

## Estado de conservación
Anteriormente fue clasificada como «especie vulnerable» por la Unión Internacional para la Conservación de la Naturaleza (IUCN). Sin embargo, una nueva investigación ha demostrado que su población ha disminuido y está al borde de la extinción debido a la población introducida de ratones domésticos (Mus musculus), que se destaca por su inusual agresividad, porque compiten con las aves por la alimentación para sus crías.  En consecuencia, en 2008 se la calificó en la categoría «peligro crítico». La predación por los ratones ha forzado esta especie a retirarse de las áreas costeras para un hábitat de tierras más altas menos preferencial lo que está causando un declinio en la población , estimada en alrededor de 1000 individuos maduros. Para revertir este declinio, es necesaria una urgente intervención para su conservación, lo que también beneficiaría las aves marinas que nidifican en la isla.

## Sistemática

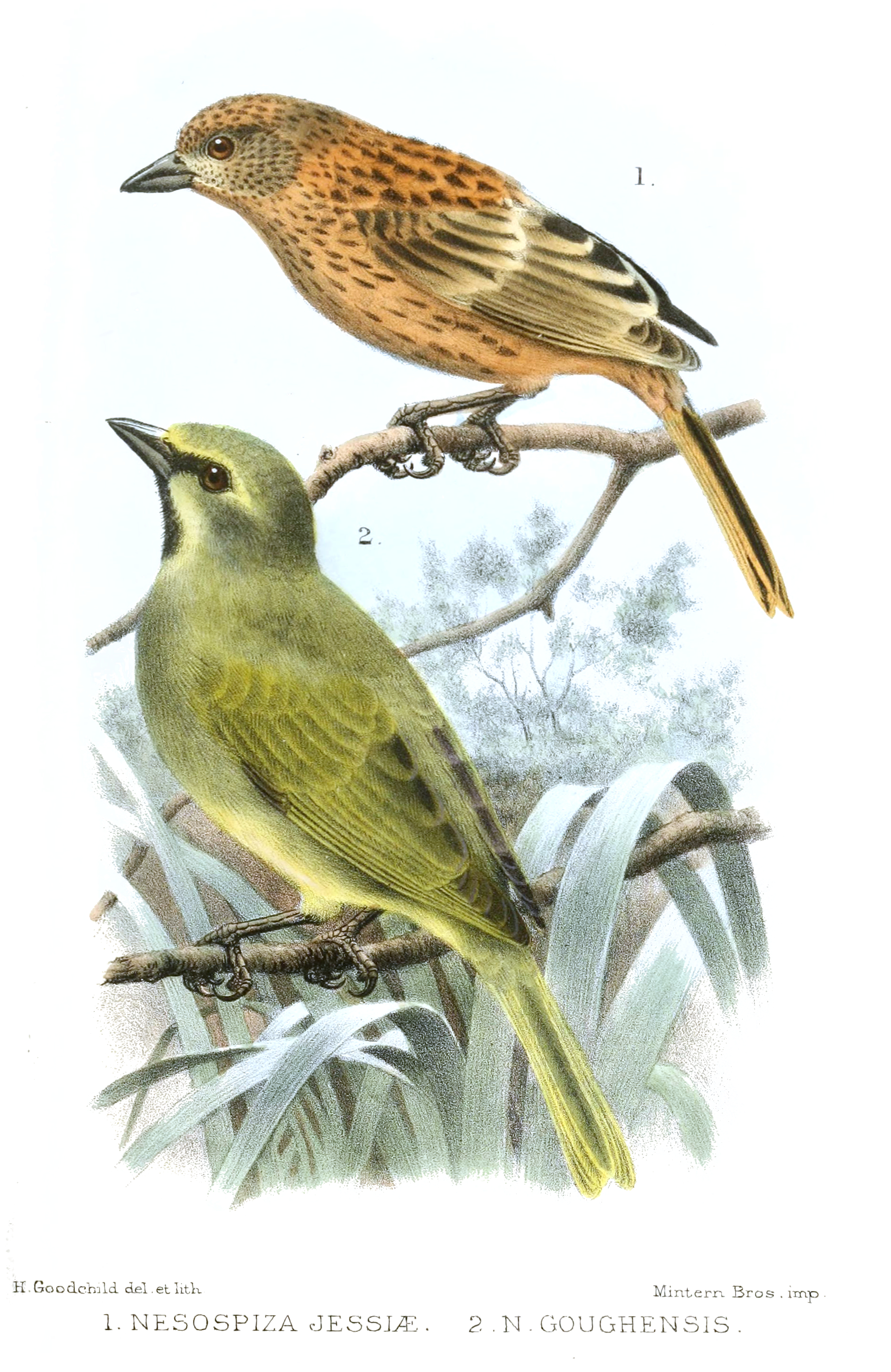
Nesospiza goughensis (abajo) y Nesospiza jessiae (arriba, en realidad un ejemplar inmaduro de R. goughensis), ilustración de Goodchild en The Ibis, 1905.

### Descripción original
La especie R. goughensis fue descrita por primera vez por el ornitólogo británico William Eagle Clarke en 1904 bajo el nombre científico Nesospiza goughensis; su localidad tipo es: «isla Gough».
El género Rowettia fue creado exclusivamente para esta especie por el ornitólogo británico Percy Lowe en 1923.

### Etimología
El nombre genérico femenino Rowettia conmemora al empresario británico John Quiller Rowett (1876-1924), patrocinador de la expedición Shackleton-Rowett a la Antártida en 1921–1922; y el nombre de la especie «goughensis» se refiere a la localidad tipo, la isla Gough.

### Taxonomía
Es monotípica. Tradicionalmente se la consideró un miembro de la familia Emberizidae, aunque en realidad la descripción del ave no coincide con ella, ya que pertenece a un grupo de aves similares, pero de Thraupidae. En particular, comparte algunas características con el plumaje del género sudamericano Melanodera, que podría ser su pariente más cercano en el continente.
Los amplios estudios filogenéticos recientes confirman que la presente especie es pariente próxima de Melanodera, y el par formado por ambos es próximo de Nesospiza, todos en una gran subfamilia Diglossinae.